# Club Hípico de Selangor
El Club Hípico de Selangor es el principal hipódromo en el valle de Klang, Selangor, en el país asiático de Malasia. El principal centro de carreras se encuentra en Sungai Besi, a 17 km del centro de la ciudad de Kuala Lumpur. El Club hípico de Selangor es uno de los tres clubes de carreras de caballos en Malasia. Situado en la principal ciudad de Kuala Lumpur, el club alberga cerca de 30 días de carrera por año en el Hipódromo de Sungei Besi. Una temporada de carreras empieza desde enero hasta diciembre. La característica principal sería la serie Triple Corona, que lleva a una gran premio con 2.7 millones de RM. En los confines del centro también hay un campo habilitado para la práctica del críquet.